# دينيس دياس
دينيس دياس (بالإنجليزية: Dinis Dias) هو مستكشف برتغالي في القرن الخامس عشر.